# Adolf Reichel
Adolf Reichel (Tursnitz, Prusia Occidental, 30 de agosto de 1816 - Berna, 5 de marzo de 1896) fue un compositor y director de orquesta germano-suizo.

## Reseña biográfica
Adolf Reichel era hijo de una familia de propietarios alemanes del Este de Elba en Prusia Occidental.
Estudió composición con Siegfried Dehn en Berlín, piano con Ludwig Berger e instrumentación con Carl Gottlieb Reissiger en Dresde. Encontró su primer trabajo como profesor de música del joven príncipe hereditario Georg von Sachsen-Meiningen. Viajó a Viena, Berna y Bruselas y vivió desde 1844 como profesor de piano en París donde frecuentaba a George Sand y Frédéric Chopin. 
En Dresde en 1842 conoció al revolucionario y anarquista Mikhail Bakunin con quien tuvo una amistad de por vida. En su círculo se encontró en París con oponentes como Georg Herwegh, Gottfried Kinkel, Karl Marx, Georg Weber, Vasily Petrovich Botkin, Pierre-Joseph Proudhon y Richard Wagner, sin que él mismo participara activamente en la Revolución de 1848.
En 1850 se casa con Marija Kasparovna Ern (1823-1916), a quien había conocido como empleado de Alexander Hearts. Tuvieron cuatro hijos, entre ellos el juez y político suizo Alexander Reichel.
En 1857 se unió al Conservatorio privado de Dresde como profesor de composición y también dirigió la Dreyssigsche Singakademie. En vista del clima político represivo percibido en Dresde, emigró en 1867 a Berna para trabajar como director musical y fue naturalizado en 1869 en Oberburg. Entre 1884 y 1888 fue director de la Orquesta Sinfónica de Berna, la escuela de música de Bernische Musikgesellschaft (BMG) y el coro de Cäcilienverein. Compuso para piano, canciones corales, grandes obras corales y orquestales, incluyendo una Deutsche Messe, sinfonías y oberturas. De sus aproximadamente 600 obras al estilo del romanticismo clásico y temprano, muchas fueron impresas durante su vida por Bote & Bock, Breitkopf & Härtel, Simon Richault y otras editoriales de música.